# پل مسی (ورزشکار)
پل مسی (انگلیسی: Paul Massey; ۱۲ مارس ۱۹۲۶ – ۲۱ اکتبر ۲۰۰۹) قایقران روئینگ اهل بریتانیا بود.